# Comuna Bubniv, Volodîmîr-Volînskîi
Bubniv (în ucraineană Бубнів) este o comună în raionul Volodîmîr-Volînskîi, regiunea Volînia, Ucraina, formată din satele Bubniv (reședința), Cerciîci, Markostav și Rusniv.

## Demografie
Componența lingvistică a satului Bubniv
     Ucraineană (99,1%)
     Alte limbi (0,81%)
Conform recensământului din 2001, majoritatea populației satului Bubniv era vorbitoare de ucraineană (99,1%), existând în minoritate și vorbitori de alte limbi.